# کاکلی (تنگستان)
کاکلی (تنگستان)، روستایی از توابع بخش مرکزی شهرستان تنگستان در استان بوشهر ایران است.

## جمعیت
این روستا در دهستان باغک قرار دارد و براساس سرشماری مرکز آمار ایران در سال ۱۳۸۵، جمعیت آن ۳۳۲ نفر (۷۹خانوار) بوده‌است. 
این روستا در 35 کیلومتری جنوب بوشهر و 15 کیلومتری شمال شهر اهرم مرکز تنگستان قرار دارد در شرق این روستا بیابانی وجود دارد که در لفظ محلی به ان ( له ) بروزن مه یعنی بیابان در این مکان کشاورزی رونق دارد که بیشتر گندم و جو می کارند و یک سبزی خوراکی سبز می‌شود با نام کاکل که با نان و پیاز و ماست و دیگر غذاها بعنوان سبزی شورمزه مصرف می شود. شاید وجه تسمیه روستا بدلیل وجود گیاه کاکل در اطراف آن یا وجود چکاوک کاکلی (نوعی چغول بومی) در اطراف آن باشد. سبزی دیگری نیز با نام (توله) وجود دارد که پس از خرد کردن انرا می جوشانند تا خوب پخته شود و بعد با کاکل می خورند که برای گوارش بسیار خوب است و باعث پاک کردن معده و روده می شود.